# Karmelo Etxegarai
Karmelo Etxegarai ou Carmelo de Echegaray Corta, né le 3 juillet 1865 à Azpeitia et mort le 4 novembre 1925 à Guernica, est un écrivain, historien, bertsolari et académicien basque espagnol de langue basque et espagnole.
La plupart de son travail a été écrit en castillan. Karmelo Etxegarai a collaboré avec plusieurs revues, telles que Euskalerria, Euskalzale, Euskal Esnalea et autres.